# Chebika (délégation)
Chebika est une délégation tunisienne dépendant du gouvernorat de Kairouan.
En 2004, elle compte 33 889 habitants dont 17 102 hommes et 16 787 femmes répartis dans 6 535 ménages et 6 901 logements.